# Reduta (obwód grodzieński)
Reduta (biał. Радута, ros. Радута) – wieś na Białorusi, w obwodzie grodzieńskim, w rejonie grodzieńskim, w sielsowiecie Jeziory.
Miejscowość powstała w II Rzeczypospolitej jako osada wojskowa.